# Steuerbezirk Tanzenberg
Der Steuerbezirk Tanzenberg war in der ersten Hälfte des 19. Jahrhunderts einer der 89 Bezirke der Provinz Kärnten. Er umfasste nur eine Steuergemeinde: die Katastralgemeinde Tanzenberg in ihren damaligen Grenzen. Der Bezirk umfasste eine Fläche von 657 Joch, das entspricht etwa 3,8 km². In ihm wohnten 261 Personen. Verwaltet wurde der Bezirk vom benachbarten Steuerbezirk Möderndorf aus.

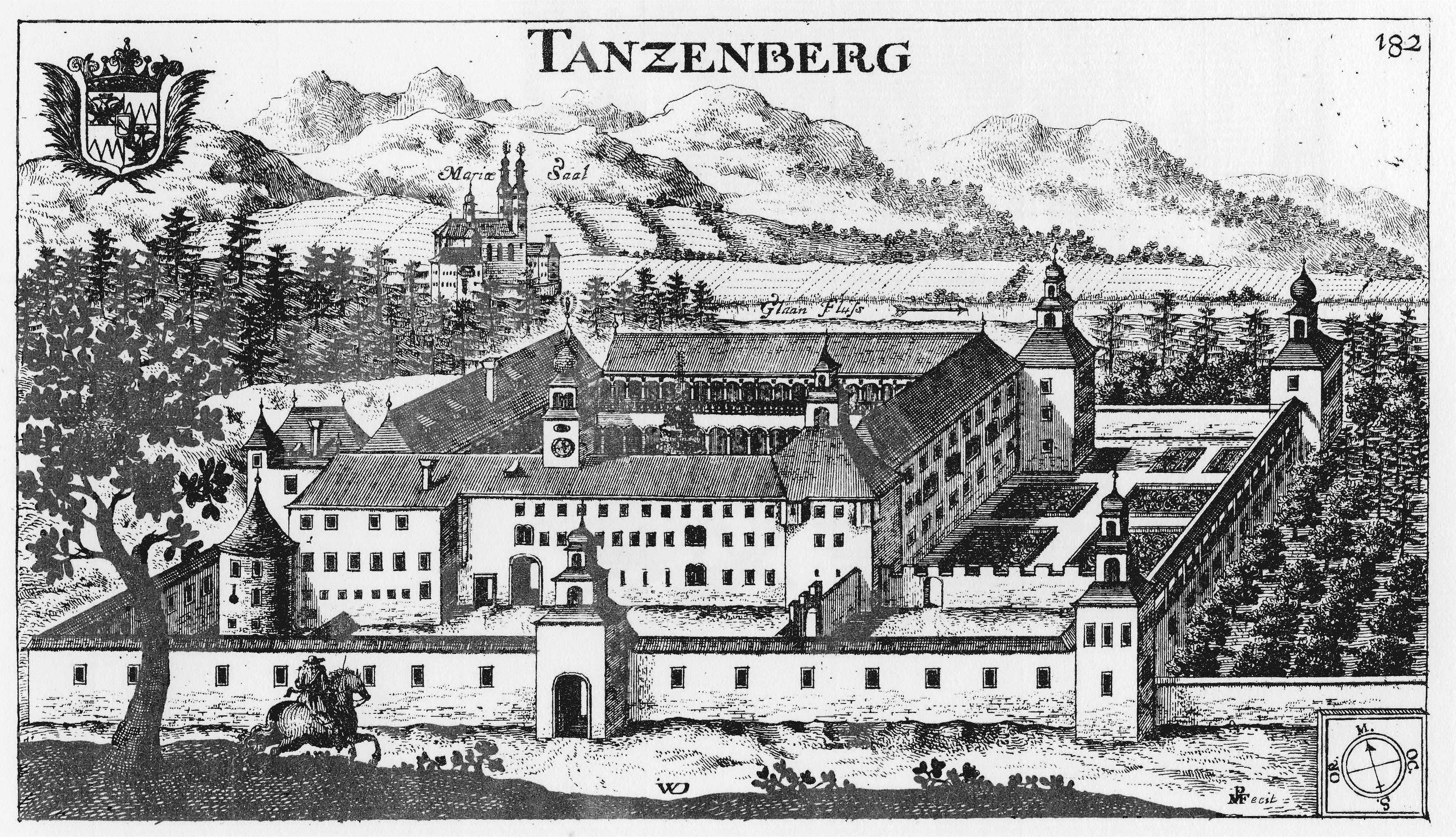
Schloss Tanzenberg, Kupferstich aus 1680.

Benannt war der Bezirk nach der Herrschaft Tanzenberg auf dem im 19. Jahrhundert bereits im Niedergang befindlichen Schloss Tanzenberg.
Im Zuge der Reformen nach der Revolution von 1848/49 wurden die Steuerbezirke aufgelöst. Die bis dahin dem Steuerbezirk Tanzenberg zugehörige Steuergemeinde Tanzenberg wurde der neu errichteten politischen Gemeinde Hörzendorf, die anfangs den Namen Gemeinde Karlsberg trug, zugewiesen. Seit Auflösung der Gemeinde Hörzendorf 1972 gehört das Gebiet zur Gemeinde Sankt Veit an der Glan.